# باشگاه فوتبال پرسپولیس در فصل ۷۸–۱۳۷۷
باشگاه فوتبال پرسپولیس در این فصل از رقابت‌ها، در حالی وارد میدان شد که سال قبل از مسابقات لیگ آزادگان کنار گذاشته شده بود (به دلیل داشتن بازیکنان ملی پوش زیاد). سرمربی پرسپولیس در شروع این فصل ایویتسا متکوویچ بود که به دلیل نتایج ضعیف کنار رفت و علی پروین جای او را گرفت.
پرسپولیس در این فصل، در جام آزادگان و جام حذفی شرکت کرد که موفق به قهرمانی در هر دو رقابت شد تا همراه با تیم سایپا، تنها تیم‌هایی باشند که در یک فصل، دو جام را فتح می‌کنند.
پرسپولیس در این فصل از رقابت‌ها، در جام آزادگان موفق به ثبت ۱۶ برد پیاپی شد و توانست رکورد رئال مادرید را بشکند و رکورد را جهانی بزند. به علاوه بردهای جام حذفی (برابر بهپاک بهشهر) این تیم ۱۶ برد پیاپی کسب کرد. البته چند سال بعد، این رکورد هم توسط بارسلونا شکسته شد. رکورد رئال مادرید، ۱۵ برد پیاپی بود.

## بازیکنان
1. احمدرضا عابدزاده و داوود فنایی
2. یحیی گل‌محمدی
3. نعیم سعداوی
4. بهروز رهبری‌فرد
5. افشین پیروانی
6. مهدی هاشمی‌نسب
7. حمید استیلی
8. شهرام براتپوری
9. بهنام سراج
10. ادموند بزیک
11. حامد کاویانپور
12. حسین عبدی
13. -مهدی فرزانه
14. نادر محمدخانی
15. اسماعیل حلالی
16. رضا شاهرودی
17. مهدی مهدوی‌کیا
18. علی انصاریان
19. پایان رأفت
20. علی باغمیشه
21. رضا ترابیان
22. هادی مهدوی‌کیا و مجتبی رضایی
23. علیرضا امامی‌فر
24. علی مافی‌نژاد
25. حمید مطهری
26. علی کریمی
27. جهانبخش جعفری

- بهمن فریس
- محسن رنجبران
- کوروش برمک
- پیام پوران‌کوه

### ورودی
۱-داوود فنایی
۷-حمید استیلی
۸- شهرام براتپوری
۹-بهنام سراج
۱۴-نادر محمدخانی
۱۸-علی انصاریان
۱۹-پایان رأفت
۲۰-علی باغمیشه
۲۶-علی کریمی
- کوروش برمک

### خروجی
۱۶-رضا شاهرودی
۱۷-مهدی مهدوی‌کیا
۲۱-رضا ترابیان
۲۵-مهرداد میناوند
26- حمید استیلی

## جام آزادگان
| ۲۲ شهریور ۷۷ ۱ | پرسپولیس                                         | ۳ – ۰ | پلی‌اکریل | تهران                                             |
| | مهدی مهدوی‌کیا ۴۷' ۷۶' · احمدرضا عابدزاده ۸۵' (پ) |       |          | ورزشگاه: آزادی تماشاگران: ۴۰/۰۰۰ داور: سیامک بخشی |
| یادداشت: احمدرضا عابدزاده، دروازه‌بان پرسپولیس موفق شد در این بازی یک گل به ثمر برساند. او پیش از این،‌ در مسابقات لیگ آزادگان به استقلال اهواز هم گل زده بود اما با اشتباه محض داور، گل آفساید گرفته شد. |                                                  |       |          |                                                   |

| ۲۷ شهریور ۷۷ ۲ | چوکا تالش                                            | ۳ – ۱ | پرسپولیس           | تالش                |
|                | اسماعیل دانشور ۳۸' رحمت فیضی مقدم ۴۳' ایمان امین ۴۴' |       | علیرضا امامی‌فر ۲۳' | ورزشگاه: پوریای ولی |

| ۵ مهر ۷۷ ۳ | پرسپولیس | ۰ – ۰ | فجر سپاسی | تهران                            |
| ۱۷:۰۰      |          |       |           | ورزشگاه: آزادی داور: احمد ابهران |

| ۱۰ مهر ۷۷ ۴ | پرسپولیس  | ۱ – ۰ | سایپا | تهران                                             |
|             | علی کریمی |       |       | ورزشگاه: آزادی تماشاگران: ۵۰/۰۰۰ داور: حسین عسگری |

| ۱۷ مهر ۷۷ ۵ | سپاهان         | ۱ – ۰ | پرسپولیس | اصفهان                                        |
|             | لوون استپانیان |       |          | ورزشگاه: ۲۲ بهمن اصفهان داور: علیرضا صادقی جو |

| ۲۴ مهر ۷۷ ۶ | پرسپولیس   | ۱ – ۰ | فولاد | تهران          |
|             | بهنام سراج |       |       | ورزشگاه: آزادی |

| ۳۰ مهر ۷۷ ۷ | صنعت نفت         | ۱ – ۴ | پرسپولیس                                                | آبادان               |
|             | غلامعلی رویین تن |       | نادر محمدخانی بهنام سراج علیرضا امامی فر هادی مهدوی کیا | ورزشگاه: تختی آبادان |

| ۱۷ آبان ۷۷ ۹ | پرسپولیس          | ۱ – ۰ | ملوان | تهران          |
| ۱۶:۰۰        | نادر محمدخانی ۷۵' | گزارش |       | ورزشگاه: آزادی |

| ۲۲ آبان ۷۷ ۱۰ | استقلال                                           | ۰ – ۱ | پرسپولیس                                                              | تهران                              |
|               | داریوش یزدانی محمد نوازی محمد مؤمنی علی موسوی '۶۷ |       | مهدی هاشمی نسب ۴۵+۳' بهروز رهبری‌فرد مهدی مهدوی‌کیا‌ حمید استیلی '۱۵ '۵۰ | ورزشگاه: آزادی داور: محمود الرفاعی |

| ۱۳ دی ۷۷ ۸ | پاس تهران | ۰ – ۴ | پرسپولیس                                                           | تهران          |
|            |           |       | بهنام سراج ۱۲' رضا شاهرودی ۴۲' علی باغمیشه ۷۵' علیرضا امامی فر ۸۸' | ورزشگاه: آزادی |

| ۲۲ دی ۷۷ ۱۱ | تراکتورسازی                | ۲ – ۴ | پرسپولیس                                                                    | تبریز                                                |
| ۱۴:۳۰       | کوروش برمک ۱۰' (پ) ۸۴' (پ) | گزارش | اسماعیل حلالی ۲۲' (پ) · مهدی هاشمی‌نسب ۴۲' · علی کریمی ۵۳' · حمید استیلی ۵۵' | ورزشگاه: تختی تبریز تماشاگران: ۲۵۰۰۰ داور: علی خسروی |

| ۲۹ دی ۷۷ ۱۲ | پرسپولیس                          | ۲ – ۰ | ذوب آهن                       | تهران                           |
|             | علی کریمی ۲۱' · مهدی هاشمی‌نسب ۳۱' |       | علیرضا پورمند بهزاد داداش‌زاده | ورزشگاه: آزادی داور: محمد شجاعی |

| ۳ بهمن ۷۷ ۱۶ | پلی‌اکریل | ۰ – ۲ | پرسپولیس                          | اصفهان           |
|              |          |       | ادموند بزیک ۶۲' · حمید استیلی ۷۷' | ورزشگاه: ۲۲ بهمن |

| ۹ بهمن ۷۷ ۱۷ | پرسپولیس                                                            | ۴ – ۰ | چوکای تالش | تهران                                                |
| ۱۵:۰۰        | شهرام براتپوری ۲۷' ادموند بزیک ۳۰' حسین عبدی ۴۴' علیرضا امامی‌فر ۶۱' | گزارش |            | ورزشگاه: آزادی تماشاگران: ۵۰۰۰۰ داور: رحیم رحیمی‌مقدم |

| ۱۶ بهمن ۷۷ ۱۸ | فجر سپاسی                              | ۲ – ۳ | پرسپولیس                                           | شیراز           |
|               | داوود سیدعباسی ۲' · وحید رضایی ۶۵' (پ) |       | حمید استیلی ۵' · ادموند بزیک ۲۸' اسماعیل حلالی ۶۸' | ورزشگاه: حافظیه |

| ۲ اسفند ۷۷ ۲۰ | پرسپولیس                              | ۳ – ۱ | سپاهان           | تهران                           |
| ۱۵:۰۰         | ادموند بزیک ۳۹' ۸۱' · حمید استیلی ۶۶' |       | داوود دهقانی ۱۸' | ورزشگاه: آزادی داور: سیامک بخشی |

| ۸ اسفند ۷۷ ۲۱ | فولاد | ۰ – ۳ | پرسپولیس | تهران |
| یادداشت: فدراسیون،تیم فولاد را بخاطر رفتار بد هوادارانش، در این بازی از بازی خانگی محروم کرد و فولاد مجبور بود به زمین حریف برود. باشگاه فولاد تصمیم گرفت این بازی را انجام ندهد.پس بازی ۳-۰ به سود پرسپولیس شد. |       |       |          |       |

| ۱۱ اسفند ۷۷ ۱۳ | بانک ملی              | ۱ – ۲ | پرسپولیس                            | تهران                           |
|                | سید مهدی نجفی ۲۲' (پ) |       | ادموند بزیک ۹' · علیرضا امامی‌فر ۵۱' | ورزشگاه: آزادی داور: جلال مرادی |

| ۱۶ اسفند ۷۷ ۲۲ | پرسپولیس                                                   | ۴ – ۱ | صنعت نفت          | تهران                           |
|                | افشین پیروانی ۵' ۱۲' بهروز رهبری‌فرد ۵۰' علیرضا امامی‌فر ۸۶' | گزارش | مجاهد خذیراوی ۸۰' | ورزشگاه: آزادی داور: حسین عسکری |

| ۲۱ اسفند ۷۷ ۲۳ | پرسپولیس        | ۱ – ۲ | پاس تهران                        | تهران          |
|                | ادموند بزیک ۷۵' |       | وحید هاشمیان ۱' · رسول خطیبی ۵۵' | ورزشگاه: آزادی |

| ۲۸ اسفند ۷۷ ۲۴ | ملوان                   | ۱ – ۱ | پرسپولیس        | انزلی               |
|                | شهرام پرنیان فر ۶۰' (پ) |       | ادموند بزیک ۵۵' | ورزشگاه: تختی انزلی |

| ۱۵ فروردین ۷۸ ۱۴ | شهرداری تبریز | ۰ – ۰ | پرسپولیس | تبریز               |
| ۱۵:۳۰            |               |       |          | ورزشگاه: تختی تبریز |

| ۲۰ فروردین ۷۸ ۲۵ | پرسپولیس                            | ۱ – ۱ | استقلال تهران                                  | تهران                                 |
|                  | مهدی هاشمی نسب ۳' · نعیم سعداوی '۸۵ |       | فرد ملکیان ۴۳' · محمد تقوی '۸۵ رضا حسن‌زاده '۸۹ | ورزشگاه: آزادی داور: عبدالرحمان الزید |

| ۲۴ فروردین ۷۸ ۱۵ | پرسپولیس      | ۱ – ۰ | ابومسلم | تهران         |
|                  | مهدی هاشمی‌نسب |       |         | ورزشگاه: تختی |

| ۲۹ فروردین ۷۸ ۲۶ | پرسپولیس | ۰ – ۰ | تراکتورسازی | تهران         |
|                  |          |       |             | ورزشگاه: تختی |

| ۳ اردیبهشت ۷۸ ۲۷ | ذوب آهن      | ۱ – ۱ | پرسپولیس        | اصفهان                  |
|                  | رضا صاحبی ۹' |       | علی باغمیشه ۶۱' | ورزشگاه: ۲۲ بهمن اصفهان |

| ۹ اردیبهشت ۷۸ ۲۸ | پرسپولیس                                      | ۱ – ۱ | بانک ملی              | تهران                                           |
| ۱۶:۰۰            | ادموند بزیک ۳۸' · اسماعیل حلالی · حمید استیلی |       | سید مهدی نجفی ۱۱' (پ) | ورزشگاه: تختی تماشاگران: ۱۵۰۰۰ داور: سیامک بخشی |

| ۱۳ اردیبهشت ۷۸ ۱۹ | سایپا          | ۱ – ۱ | پرسپولیس         | تهران          |
|                   | علی شکرخدا ۱۱' |       | علی انصاریان ۷۴' | ورزشگاه: آزادی |

| ۱۸ اردیبهشت ۷۸ ۲۹ | پرسپولیس                                                                                   | ۴ – ۱ | شهرداری تبریز       | تهران                          |
|                   | مهدی هاشمی‌نسب ۶' · بهنام سراج ۱۲' · علیرضا امامی‌فر ۷۳' · ادموند بزیک ۸۵' · حمید استیلی '۴۴ | گزارش | غلامرضا سنگ‌فروش ۸۶' | ورزشگاه: آزادی داور: علی خسروی |

## جام حذفی

#### مرحله ۱/۱۶
| ۲۳ آذر ۷۷ بازی اول | بهپاک بهشهر | ۰ – ۲ | پرسپولیس                    | بهشهر                |
|                    |             |       | بهروز رهبری‌فرد · بهنام سراج | ورزشگاه: آزادی بهشهر |

| ۲۰ بهمن ۷۷ بازی دوم | پرسپولیس                                                        | ۴ – ۱ | بهپاک بهشهر        | تهران                            |
| ۱۵:۰۰               | بهنام سراج ۴۰' ۵۴' · ادموند بزیک ۱+۴۵' (پ) · بهروز رهبری‌فرد ۶۰' |       | مهدی نعمتی ۷۰' (پ) | ورزشگاه: آزادی داور: مسعود مرادی |

#### مرحله ۱/۸
| ۱۰ فروردین ۷۸ بازی اول | پلی‌اکریل | ۰ – ۲ | پرسپولیس                            | اصفهان           |
|                        |          |       | بهروز رهبری‌فرد ۳' · حمید استیلی ۳۷' | ورزشگاه: ۲۲ بهمن |

| ۲۴ اردیبهشت ۷۸ بازی دوم | پرسپولیس       | ۱ – ۱ | پلی اکریل      | تهران                           |
|                         | بهنام سراج ۳۵' |       | رضا یوزباشی ۲' | ورزشگاه: آزادی داور: جلال مرادی |

#### مرحله ۱/۴
| ۶ تیر ۷۸ بازی دوم | سپاهان | ۰ – ۱ | پرسپولیس       | اصفهان                                             |
| ۱۷:۰۰             |        | گزارش | ادموند بزیک ۶' | ورزشگاه: ۲۲ بهمن تماشاگران: ۳۰۰۰۰ داور: حسین عسکری |

#### نیمه نهایی
| ۱۱ تیر ۷۸ بازی اول | استقلال اهواز     | ۰ – ۲ | پرسپولیس                         | اهواز                                |
|                    | ابراهیم تهامی '۷۵ | گزارش | ادموند بزیک ۷۰' · کوروش برمک ۸۲' | ورزشگاه: تختی اهواز داور: جلال مرادی |

| ۱۵ تیر ۷۸ بازی دوم                                                                                 | پرسپولیس | ۳ – ۰ | استقلال اهواز | تهران |
| یادداشت: استقلال اهواز از حضور در بازی برگشت در تهران انصراف داد و پرسپولیس در مجموع ۵-۰ برنده شد. |          |       |               |       |

#### فینال
| ۲۰ تیر ۷۸ | پرسپولیس                                  | ۲ – ۱ | استقلال تهران         | تهران                          |
|           | مهدی هاشمی‌نسب ۱۲' (پ) · افشین پیروانی ۸۶' | گزارش | سهراب بختیاری‌زاده ۵۰' | ورزشگاه: آزادی داور: محمد کوسا |